# Иванцево (Фурмановский район)
Иванцево — село в Фурмановском районе Ивановской области России, входит в состав Дуляпинского сельского поселения.

## География
Расположено в 2 км на юго-восток от центра поселения села Дуляпино и в 16 км на запад от районного центра города Фурманова.

## История
В XVII веке по административно-территориальному делению село входило в Костромской уезд в волость Емстну. В 1648 году упоминается как «прибывшая вновь» церковь «Николая чудотворца да в приделе Петра и Февронии Муромских чудотворцев в поместье Дмитрия Овцына в селе Иванцове». В 1627—1631 годах «за Дмитрием Михайловым Овцыным в поместье по отдельной выписи костромитина сына боярского Ташлыка Чичагова 1624 года…, а в селе церковь Николы чуд. да придел Муромских чуд. кн. Петря и княгини его Февронии деревяна клетцки…». В декабре 1676 года «подана к подписке Емецкаго стану села Иванцова церкви Николая чуд. грамота попа Федора Михайлова, подал стольник Григорий Дмитриев сын Овцын». В июне 1737 года «запечатан указ о строении церкви поручику Гавриле Овцыну по его прошению велено в вотчине его в селе Иванцове вместо обветшалой деревянной церкви во имя Николая чуд. разобрав и на том же месте перестроить вновь церковь во имя прежде бывший храм». В сентябре 1743 года «вдовы Авдотьи Ивановы жены Чирикова имение село Иванцово да деревня Койгоры, которое она выкупила по смерти брата своего родного Гаврила Михайлова Овцына у князя Николая Михайловича Голицына, отказано по купчей полковнику Данилу Степанову Овцыну, а в селе церковь деревянная Николая чуд., другая каменная Сергия Радонежского чуд. со всякою церковною утварью, при них колокольница деревянная».
Каменная Николаевская церковь в селе с колокольней построена была в 1767 году прихожанами. Церковь была обнесена каменной оградой, внутри которой имелось приходское кладбище. Престолов было два: во имя святителя Николая Чудотворца и во имя прп. Сергия Радонежского.
В конце XIX — начале XX века село входило в состав Малуевской волости Нерехтского уезда Костромской губернии, с 1918 года — в составе Середского уезда Иваново-Вознесенской губернии.
С 1929 года село являлось центром Иванцевского сельсовета Середского района Ивановской области, с 1931 года — в составе Каликинского сельсовета, с 1976 года — в составе Дуляпинского сельсовета, с 2005 года — центр Дуляпинского сельского поселения.

## Население
| 1872 | 1897 | 1907 | 2002 | 2010 | 2015 |
| ---- | ---- | ---- | ---- | ---- | ---- |
| 85   | ↘77  | ↗109 | ↘71  | ↘68  | ↘64  |

## Достопримечательности
В селе расположена недействующая Церковь Николая Чудотворца (1767).